# Sergines
Sergines är en kommun i departementet Yonne i regionen Bourgogne-Franche-Comté i norra Frankrike. Kommunen ligger i kantonen Sergines som tillhör arrondissementet Sens. År 2022 hade Sergines 1 235 invånare.

## Befolkningsutveckling
Antalet invånare i kommunen Sergines
| Referens: INSEE |